# Oubatche
Oubatche est un lieu-dit français de Nouvelle-Calédonie, un des villages de la commune de Pouébo en Province Nord.

## Histoire
Débarcadère, poste militaire important au XIXe siècle, son bureau de poste est ouvert en juillet 1871. Il est fermé dans le milieu des années 1920 et est alors transféré Pouébo.
Siège d'un poste militaire français en 1889, Gustave Kanappe visite les parages en novembre 1880.
Oubatche est connue pour ses carrières. En septembre 2008, des experts géologues y relève une présence importante d’amiante chrysotile et trémolite. En conséquence des mesures d'urgence sont proposées : interdiction d’accès, remblaiement, revégétalisation du site. La carrière est fermée l'année suivante et une barrière avec un panneau « danger » est installée.